# Igreja de São Pedro dos Clérigos (Salvador)
A Igreja de São Pedro dos Clérigos é uma igreja católica romana do século XVIII localizada em Salvador, Bahia, Brasil. O templo atual foi construído pela Irmandade de São Pedro entre 1802 e a década de 1890. A igreja foi listada como um bem histórico pelo Instituto Nacional do Patrimônio Histórico e Artístico (IPHAN) em 1938 e faz parte do Centro Histórico de Salvador, Patrimônio Mundial da UNESCO.

## História
A Irmandade de São Pedro construiu uma ermida e uma pequena capela em Salvador, perto do Palácio do Arcebispo, no século XVIII. A irmandade recebeu terras pertencentes aos jesuítas pelo arcebispo de Salvador, Dom Sebastião Monteiro da Vide, em 1709; esse ano é aliás geralmente aceito como a data de construção da primeira igreja. A estrutura caiu em ruínas e exigiu um restauro em 1741. A estrutura foi novamente destruída em 1797 durante o colapso do penhasco da cidade alta de Salvador. Uma nova igreja, em sua localização atual, foi construída em 1802 e uma sacristia foi adicionada em 1887. O frontispício foi concluído no final do século XIX. O telhado foi reparado, a fachada foi limpa e o interior renovado na década de 1940.

## Estrutura
O exterior da igreja é de alvenaria de pedra e tijolo e abre diretamente para a praça Terreiro de Jesus. Há um pequeno pátio da igreja, de pedra, cercado por uma barreira de ferro. Uma torre sineira planejada à direita nunca foi construída. O interior da igreja possui nave, corredores laterais, capela-mor, sacristia, coro, ossário, sala de reuniões e diversas salas menores. A decoração do interior da igreja combina elementos dos estilos rococó e neoclássico . O altar-mor segue desenho com certa inspiração em gravuras do artista jesuíta italiano Andrea Pozzo (1642-1709), que eram relativamente conhecidas no Brasil nos séculos XVIII e XIX. É complementado por dois altares na esquina do arco da capela - mor . O mármore policromático é muito utilizado no piso e nos elementos do altar-mor. Uma estátua em tamanho real de São Pedro em traje papal completo está colocada à direita do altar-mor; a igreja também tem imagens de São Paulo, Nossa Senhora da Conceição, Santa Luzia, Santo Amaro, Santo Eligius e Nossa Senhora do Portão do Céu .

### Pintura no teto

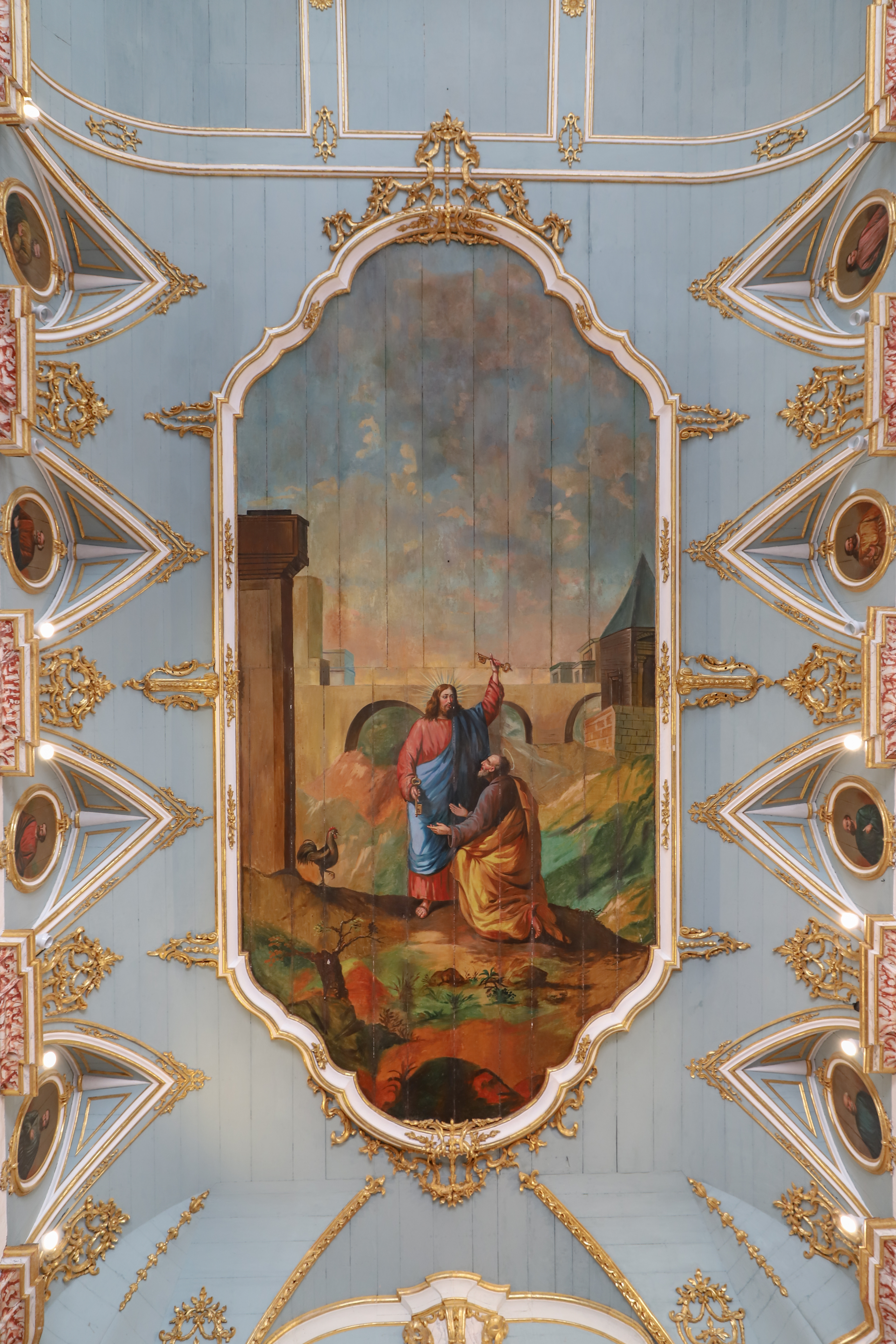
Pintura no teto da nave

A pintura no teto da nave retrata a Confissão de Pedro, do Livro de Mateus ; a cena é uma referência a Mateus 16, onde Jesus diz "e darei a você as chaves do reino dos céus; e tudo o que amarrar na terra será amarrado no céu; e tudo o que perder na terra ser solto no céu ".

## Tombamento
A Igreja de São Pedro dos Clérigos foi listada como um bem histórico pelo Instituto Nacional do Patrimônio Histórico e Artístico em 1941. Foi listado no livro de obras históricas, inscrição 168 e 254-A; e o Livro de Belas Artes, inscrição fls 54. Ambas as diretrizes são datadas de 9 de setembro de 1941.